# Куринка
Куринка (пол. Kurynka) — річка в Україні у Чортківському районі Тернопільської області. Права притока річки Стрипи (басейн Дністра).

## Опис
Довжина річки приблизно 12 км, найкоротша відстань між витоком і гирлом — 10,89,07  км, коефіцієнт звивистості річки — 1,10 . Формується декількома струмками та загатами.

## Розташування
Бере початок у селі Мозолівка. Тече переважно на південний схід через село Бабулинці і впадає у річку Стрипу, ліву притоку річки Дністра.

## Цікаві факти
- У селі Бабулинці річку перетинає автошлях Т 2006[2](автомобільний шлях територіального значення в Тернопільській області. Проходить територією Козівського (села Купчинці, Ішків), Теребовлянського (зокрема, через Соколів, Вишнівчик, Зарваницю) та Бучацького (села Киданів, Бобулинці, Осівці, Старі Петликівці, Білявинці, Переволока) районів.).